# 에시 바이 슈피츠
에시 바이 슈피츠(독일어: Aeschi bei Spiez)는 스위스 베른주의 프루티겐-니더지멘탈구에 있는 자치체이다.

## 역사
에시 바이 슈피츠는 1228년에 Asshes로 처음 언급되었다. 1269년에는 (마을) Esche로 언급되었다.
이 지역의 초기 정착 흔적에는 흩어져 있는 라텐 시대 무덤과 개별 선사 시대 도구가 있다. 중세 시대에는 키엔 영주 아래 뮐레넨 영지의 일부였다. 그 후 영지는 베덴스빌과 투른 가문을 포함한 여러 다른 귀족을 거쳤다. 13세기까지 에시는 큰 교구의 중심이었다. 로마네스크 양식의 성 베드로 교구 교회는 1228년에 처음 언급되었다. 교회의 프레스코화는 14세기에 그려졌다. 1352년에 베른시는 마을 땅을 인수했고, 하급 법원 권리는 다른 귀족 가문에게 남아있었다. 베른의 통치하에서 이 마을은 처음에 뮐레넨 지역의 일부였다. 15세기와 16세기에는 프루티겐의 일부가 되었다. 도시 헌장은 1469년에 처음으로 문서화되었다.
1528년 베른은 마을 사람들에게 종교 개혁을 강요했다. 이듬해 본당이 분할되어 라이헨바흐 마을이 독립 본당이 되었다.
19세기 동안 경제는 침체되고, 마을 인구는 감소하기 시작했다. 19세기 후반 관광 산업의 부상으로 인구가 다시 증가하기 시작했다. 1855년 바트 호이슈티리히 의료 스파가 에시에 문을 열었다. 그곳은 이내 잘 알려진 휴양지이자 관광지로 성장했다. 1901년 뢰치베르크 철도로 인해 점점 더 많은 관광객이 마을을 방문하게 되었다. 1906년에 뮐레넨에 기차역이 개업했다. 1960년대 후반에 인구가 증가하고 별장에 대한 수요가 증가함에 따라 지자체는 건물 붐을 경험했다. 1990년까지 인구의 거의 3분의 2가 서비스 산업에서 일했다.

## 지리

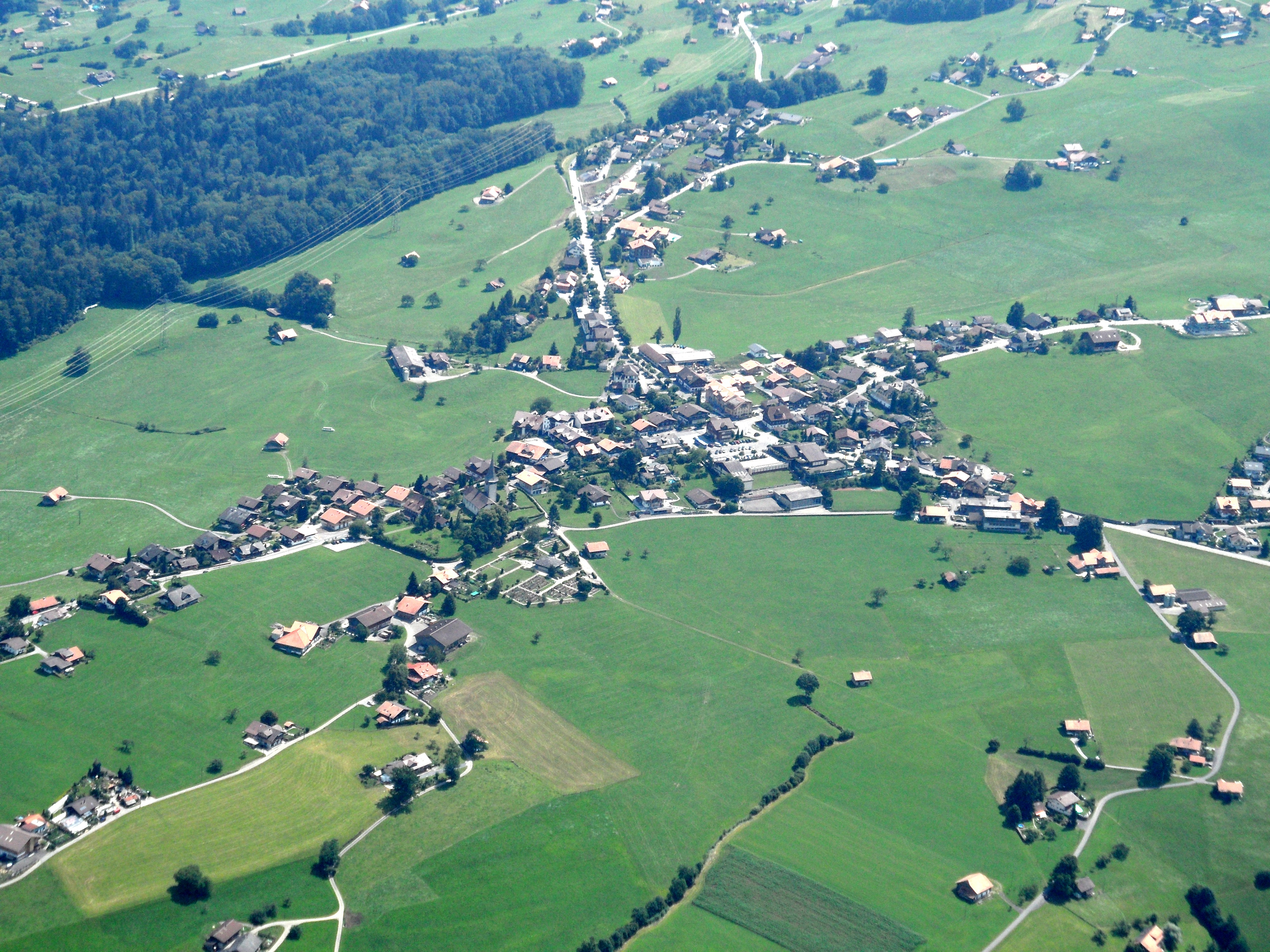
에시 바이 슈피츠

에시 바이 슈피츠의 면적은 30.99k㎡이다. 이 면적 중 14.35k㎡ (46.3%)가 농업용으로 사용되는 반면, 8.5k㎡ (27.4%)는 삼림이다. 나머지 토지 중 1.58k㎡ (5.1%)가 정착(건물 또는 도로), 0.38k㎡ (1.2%)가 강이나 호수이며, 6.11k㎡ (19.7%)는 비생산적인 토지이다.
건축면적 중 주택과 건물이 2.6%, 교통기반시설이 2.0%를 차지했다. 산림면적은 전체 면적의 22.6%가 삼림이 우거져 있고 2.4%는 과수원이나 작은 나무 군락으로 덮여 있다. 농경지 중 20.6%가 목초지이고 25.2%가 고산 목초지로 사용된다. 시정촌의 모든 물은 흐르는 물이다. 비생산적인 지역 중 7.6%는 비생산적인 초목이고, 12.1%는 초목이 자라기에는 너무 암석이 많은 지역이다.
에시 바이 슈피츠는 칸더 계곡과 툰 호수 사이의 능선을 따라 위치해 있다. 지자체에는 내부 쥐트탈의 에시 바이 슈피츠 및 에시리트, 호이슈트맄-엠트탈, 뮐레넨, 알펜이 포함된다. 교구 교회는 에시와 크라티겐을 모두 섬기고 있다.
2009년 12월 31일에 시정촌의 이전 구역인 프루티겐군이 해산되었다. 다음 날 2010년 1월 1일에 새로 생성된 프루티겐-니더지멘탈구에 합류했다.

## 인구통계

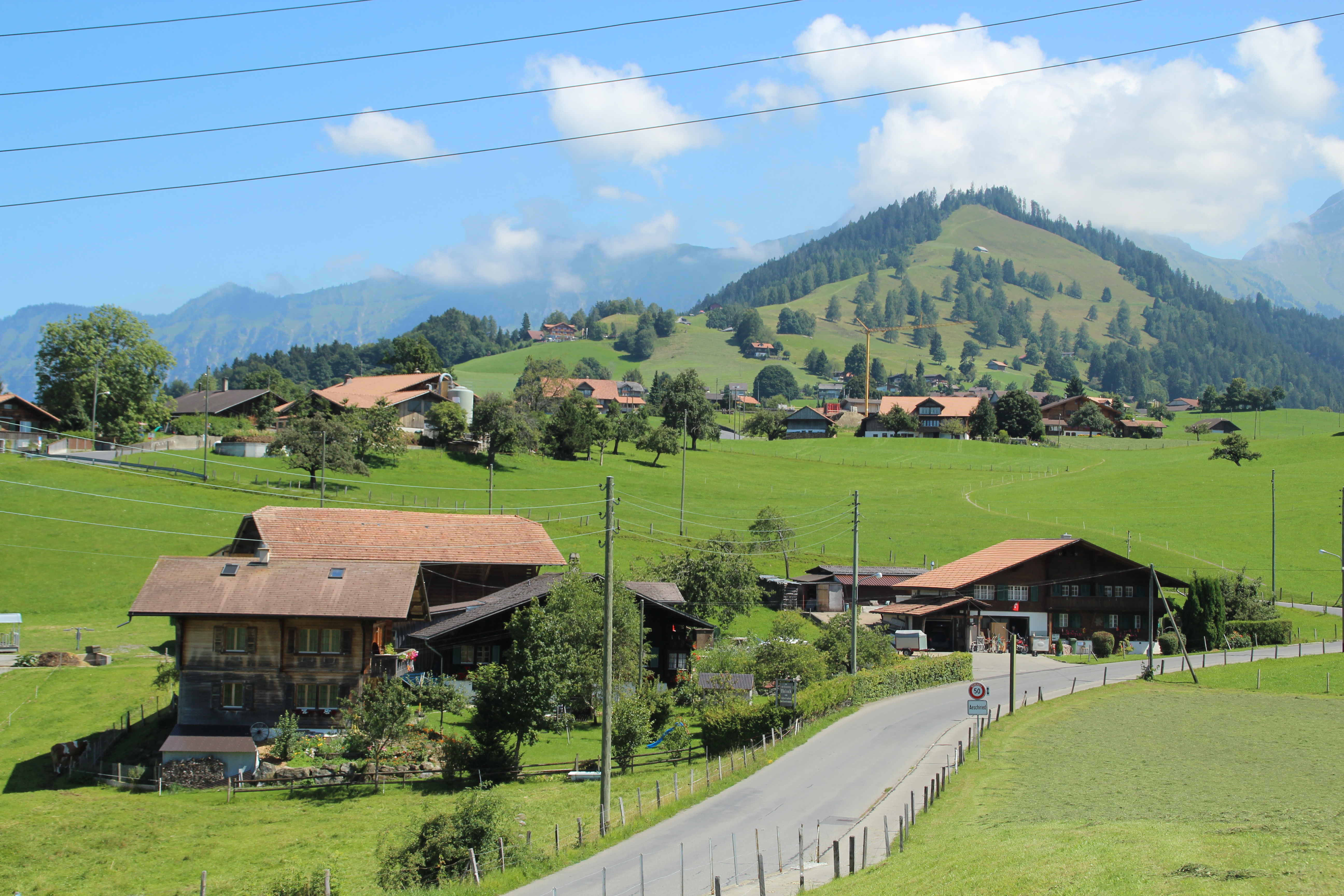
농가와 에시리트의 별장

2020년 12월 기준, 에시 바이 슈피츠의 인구는 2,256명이다. 2010년 기준으로 인구의 4.9%가 거주 외국인이다. 2000년부터 2010년까지 지난 10년 동안 인구는 8.4%의 비율로 변화했다. 이민은 9.6%, 출생 및 사망은 -0.1%를 차지했다.
2000년 기준, 인구 대부분인 1,927명(95.2%)이 독일어를 모국어로 사용하고, 세르보-크로아티아어가 25명(1.2%)으로 두 번째로 많이 사용되고, 알바니아어가 19명(0.9%)으로 세 번째로 사용된다. 프랑스어를 할 줄 아는 사람이 10명, 이탈리아어를 할 줄 아는 사람이 3명 있다.
2008년 기준으로 인구는 남성 50.2%, 여성 49.8%이다. 인구는 977명의 스위스 남성(인구의 47.4%)과 57명(2.8%)의 비스위스계 남성으로 구성되었다. 스위스 여성은 984명(47.7%), 비스위스계 여성은 43명(2.1%)이었다. 시정촌 인구 중 738명(약 36.4%)이 에시 바이 슈피츠에서 태어나 2000년에 그곳에 살았다. 같은 주에서 태어난 803명(39.7%)이 있었고, 다른 곳에서 태어난 252명(12.4%)이 있었다. 스위스에서, 그리고 158명(7.8%)가 스위스 밖에서 태어났다.
2010년 기준으로 아동·청소년(0~19세)이 23.4%, 성인(20~64세)이 60.2%, 노인(64세 이상)이 16.4%를 차지한다.
2000년 기준으로 시정촌에 미혼이거나, 독신인 사람은 924명이다. 기혼자는 902명, 미망인은 116명, 이혼한 사람은 83명이었다.
2000년 현재 1인 가구는 223가구, 5인 이상 가구는 95가구이다. 2000 년에는 총 709채(전체의 71.9%)가 상설 임대되었고, 239채(24.2%)가 계절적 임대, 38채(3.9%)가 비어 있었다. 2010년 기준 신규주택 건설률은 인구 1000명당 3.4세대이다. 2011년 시정촌 공실률은 0.08%였다.
역사적 인구는 다음 차트에 나와 있다.

## 정치
2011년 연방 선거에서 가장 인기 있는 정당은 42.2%의 득표율을 기록한 스위스인민당(SVP)이었다. 그 다음으로 인기 있는 3개 정당은 보수민주당(BDP) (15.1%), 사회민주당(SP) (9.8%), 복음주의인민당(EVP) (6.7%)이었다. 이번 연방 총선에서는 총 928표가 투표율 57.9%를 기록했다.

## 경제
2011년 현재 에시 바이 슈피츠의 실업률은 0.66%이다. 2008년 기준으로 시정촌에 고용된 사람은 총 871명이다. 이 중 1차 경제 부문에 177명이 고용되었고, 이 부문에 약 71개 기업이 참여했다. 123명이 2차 부문에 고용되었고, 이 부문에 20개의 기업이 있었다. 571명이 3차 부문에 고용되었으며 이 부문에는 75개의 기업이 있다. 시정촌 주민은 970명으로 일정 정도 고용되었으며, 그중 여성이 전체 노동력의 42.0%를 차지하였다.
2008년에는 총 625개의 정규직에 상응하는 일자리가 있었다. 1차 부문의 일자리 수는 103개였으며, 그중 101개는 농업, 1개는 임업 또는 목재 생산이었다. 2차 부문의 일자리 수는 113개로 그중 24개(21.2%)가 제조업, 89개(78.8%)가 건설업이었다. 3차 부문의 일자리 수는 409개였다. 3차 부문의 경우 48개(11.7%)는 도소매 또는 자동차 수리, 55개(13.4%)는 상품 이동 및 보관, 108개(26.4%는 호텔 또는 레스토랑, 12개(2.9%)는 기술 전문가 또는 과학자였다. 32개(7.8%)가 교육에 있었고, 120개(29.3%)가 의료에 있었다.
2000년 기준으로 시정촌으로 출퇴근하는 근로자는 298명, 출퇴근 근로자는 497명이었다. 지자체는 근로자의 순수출 지자체로, 들어오는 1명당 약 1.7명의 근로자가 지자체를 떠나고 있다. 근로 인구의 10.6%가 대중교통을 이용하여 출퇴근하고, 52.4%가 자가용을 이용하였다.

## 종교

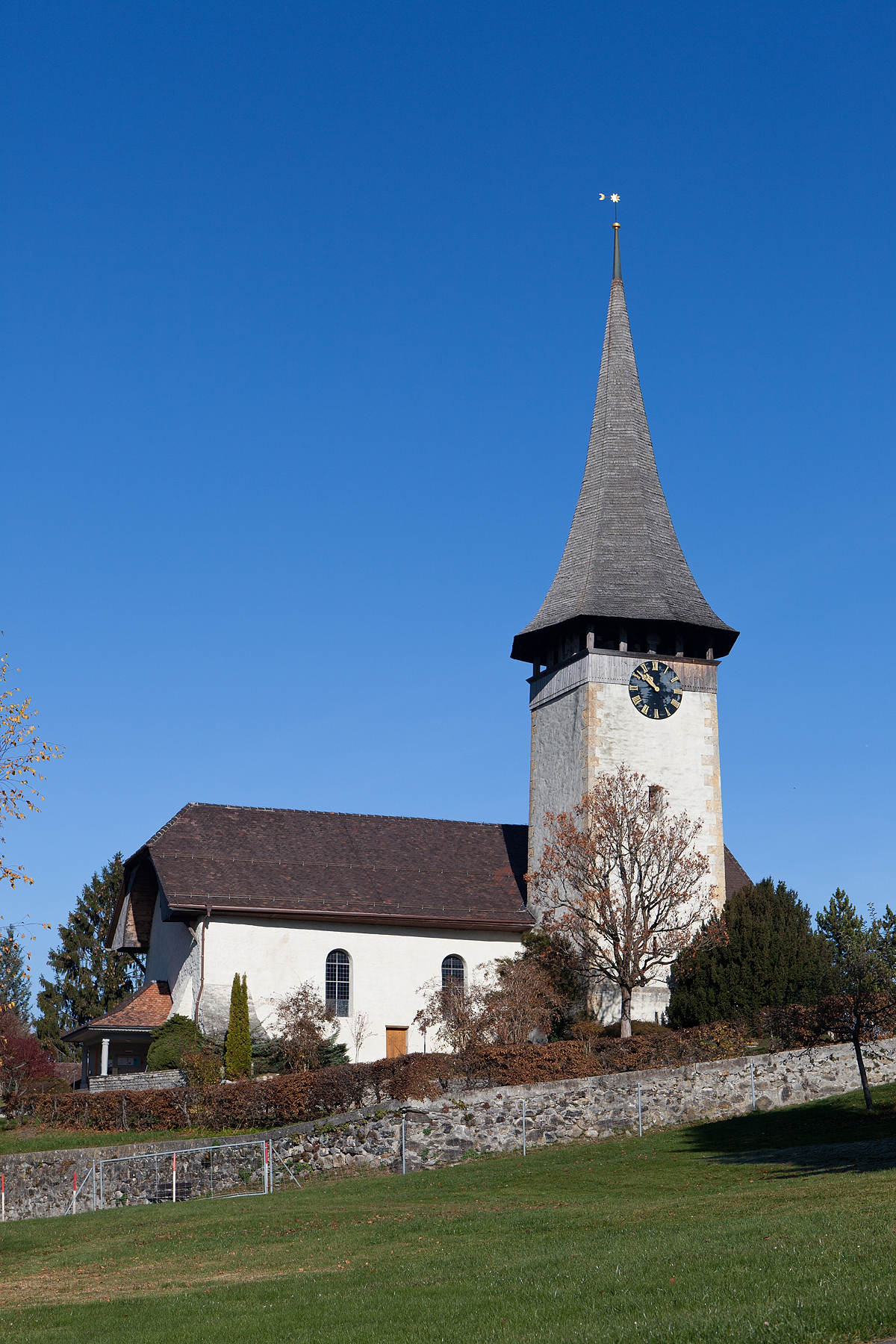
에시 바이 슈피츠의 스위스 개혁 교회

2000년 인구 조사에서 150명(7.4%)이 로마 가톨릭 신자였으며, 1,560명(77.0%)이 스위스 개혁 교회에 속했다. 나머지 인구 중 정교회 교인은 28명(1.38%)였고, 다른 기독교 교인은 236명(11.65%)이었다. 유대인 1명과 이슬람교 21명(1.04%), 불교가 2명 있었다. 89명(4.40%)이 교회에 속하지 않고 불가지론자 또는 무신론자, 그리고 55명의 개인(2.72%)이 질문에 대답하지 않았다.

## 교육
에시 바이 슈피츠에서는 인구의 약 760명(37.5%)이 필수가 아닌 고등 중등 교육을 이수했으며, 195명(9.6%)이 추가 고등교육(대학 또는 응용학문대학)을 마쳤다. 고등교육을 이수한 195명 중 72.8%가 스위스 남성, 18.5%가 스위스 여성, 5.1%가 비스위스계 남성, 3.6%가 비스위스계 여성이었다.
베른주의 학교 시스템은 1년의 의무 없는 유치원, 6년의 초등학교를 제공한다. 이후 3년 동안의 의무적 중학교 과정을 거쳐 학생들을 능력과 적성에 따라 구분한다. 중학교 이하 학생들은 추가 학교에 다니거나 견습생으로 들어갈 수 있다.
2010-11 학년도 동안 총 283명의 학생이 에시 바이 슈피츠의 수업에 참석했다. 시정촌에는 총 37명의 학생이 있는 2개의 유치원 수업이 있었다. 유치원생 중 2.7%는 스위스 영주권자 또는 임시 거주자(시민권 아님)였다. 지자체에는 7개의 초등 학급과 121명의 학생이 있었다. 초등학교 학생 중 4.1%는 스위스의 영주권 또는 임시 거주자(시민권 아님)였으며 4.1%는 교실 언어와 다른 모국어를 사용한다. 같은 해에 총 103명의 학생이 있는 5개의 중등 학급이 있었다. 2.9%는 교실 언어와 다른 모국어를 사용한다.
2000년 현재 에시 바이 슈피츠에는 다른 지자체에서 온 64명의 학생이 있었고 52명의 거주자는 지자체 이외의 학교에 다녔다.
에시 바이 슈피츠는 에시 도서관이 있는 곳이다. 도서관은 (2008년 현재) 1,800권의 책 또는 기타 매체를 보유하고 있으며, 같은 해에 750권을 대출했다. 그 해에는 주당 평균 39시간씩 총 260일 동안 문을 열었다.